# Рукомийник

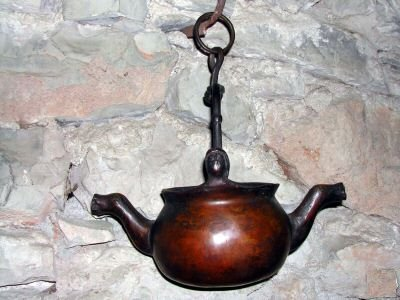
Рукомийник на підвісі

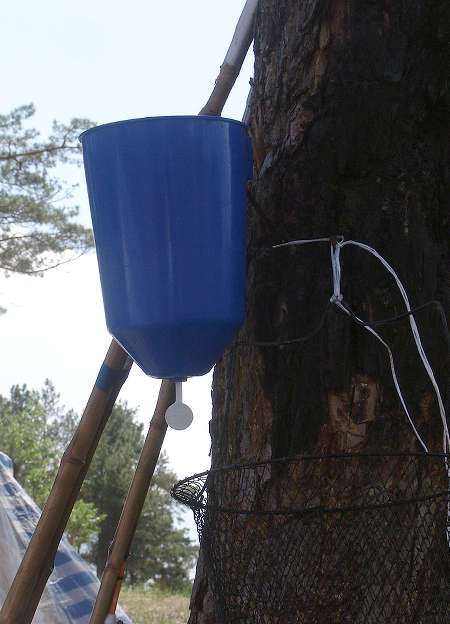
Похідний рукомийник

Рукомийник, рукоми́я — невелика, різної форми висяча посудина, пристосована для вмивання. Рукомийником також називають акваманіл («водолій») — настільну посудину для миття рук.

## Конструкція

### На підвісі
Найпростіший рукомийник має дужку для підвішування, носик для виливу води і зовнішньо нагадує чайник. Вода виливається з носика при нахилянні посудини. На відміну від чайника, такі рукомийники зазвичай мають два носики-«рильця», часто прикрашені головами тварин, по одному з кожного боку від дужки. Висячий рукомийник з носиком і трьома ручками називався «носатка».

### З клапаном

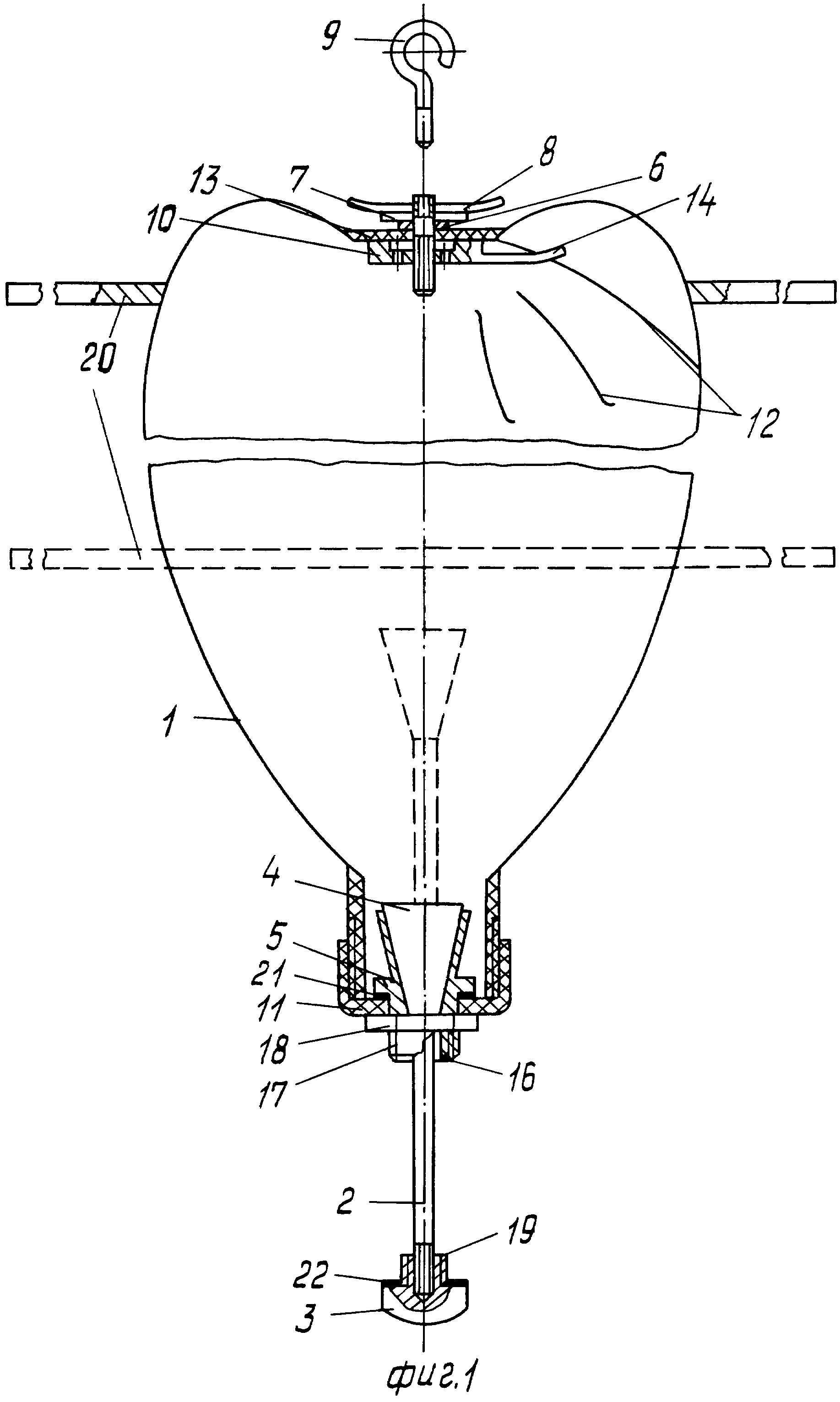
Клапан умивальника (верхнє положення клапана 4, у якому вода витікає з резервуару, позначено пунктиром)

Оскільки порівняно невеликий об'єм рукомийника робить використовування водопровідного крана непрактичним, то він часто споряджається пристроєм, що дозує кількість випусканої води. Типовим є конічний клапан, який відкривається натисканням знизу на прикріплений до нього стрижень, а закривається сам під дією сили ваги і тиску води. Ця конструкція зазнавала численних удосконалень, включаючи використовування клапана, який можна нагвинчувати на горлечко пластикової пляшки: для облаштування похідного рукомийника в неї відрізають дно і підвішують її горлечком донизу.